# Sportfachwirt
Geprüfter Sportfachwirt ist ein öffentlich-rechtlich anerkannter Abschluss auf Meisterebene, der nach einer erfolgreich absolvierten branchenbezogenen kaufmännischen Aufstiegsfortbildung gemäß Berufsbildungsgesetz vergeben wird. Die bundeseinheitliche Prüfung erfolgt auf Grundlage einer besonderen Rechtsverordnung vor dem Prüfungsausschuss einer Industrie- und Handelskammer (IHK).

## Arbeitsgebiete und Aufgaben
Geprüfte Sportfachwirte sind qualifiziert, in den verschiedenen Bereichen der Sportwirtschaft, insbesondere in Sportvereinen, Sportverbänden und Sportunternehmen, Geschäftsvorgänge zu bearbeiten. Dabei nehmen sie eigenständig umfassende und verantwortliche Aufgaben der Planung, Steuerung und Kontrolle unter Nutzung betriebs- und personalwirtschaftlicher Steuerungsinstrumente in der Unternehmensleitung sowie in einzelnen Funktionsbereichen wie Organisation, Marketing, Öffentlichkeitsarbeit, Sponsoring, Merchandising und Rechteverwertung wahr.

## Fortbildungsinhalte
Die ersten Rechtsvorschriften für die IHK-Weiterbildungsprüfung zum Sportfachwirt traten 1998 in Kraft. Seit dem 1. Juli 2011 gilt die bundesweite Verordnung über die Prüfung zum anerkannten Fortbildungsabschluss Geprüfter Sportfachwirt und Geprüfte Sportfachwirtin (SportFortbV).
Geprüfte Sportfachwirte verfügen über Kenntnisse, Fertigkeiten und Erfahrungen, die sie in der Regel durch eine einschlägige Berufsausbildung und Berufserfahrung erworben haben und zu folgenden Qualifikationen befähigen sollen:
Wirtschaftsbezogene Qualifikationen
- Volks- und Betriebswirtschaft
- Rechnungswesen
- Recht und Steuern
- Unternehmensführung

Handlungsspezifische Qualifikationen
- Leitung und Vermarktung von Vereinen und Sportanlagen
- Entwicklung und Umsetzung von allgemeinen sowie zielgruppenspezifischen Angeboten und Projekten im Sport
- Konzeption und Organisation von regionalen, nationalen und internationalen Veranstaltungen im Sport
- Planung, Konzeption und Durchführung von Maßnahmen des Marketings und der Mittelbeschaffung
- Führung und Zusammenarbeit

## Zulassungsvoraussetzungen
Zur Teilprüfung Wirtschaftsbezogene Qualifikationen kann zugelassen werden, wer
- eine mit Erfolg abgelegte Abschlussprüfung in einem anerkannten kaufmännischen oder verwaltenden Ausbildungsberuf der Sportwirtschaft oder
- eine mit Erfolg abgelegte Abschlussprüfung in einem anerkannten kaufmännischen oder verwaltenden Ausbildungsberuf und danach eine mindestens einjährige Berufspraxis oder
- eine mit Erfolg abgelegte Abschlussprüfung in einem anderen anerkannten Ausbildungsberuf und danach eine mindestens zweijährige Berufspraxis oder
- eine mindestens vierjährige Berufspraxis

nachweist.
Zur Teilprüfung Handlungsspezifische Qualifikationen kann zugelassen werden, wer
- die Ablegung des Prüfungsteils Wirtschaftsbezogene Qualifikationen, die nicht länger als fünf Jahre zurückliegt, und
- mindestens ein bzw. ein weiteres Jahr Berufspraxis zu den genannten Zulassungsvoraussetzungen unter der Teilprüfung Wirtschaftsbezogene Qualifikationen

nachweist.

## Finanzielle Fördermöglichkeiten
Teilnehmer von Fortbildungslehrgängen können zur Förderung der Lehrgangs- und Prüfungsgebühren Leistungen über das Aufstiegsfortbildungsförderungsgesetz („Meister-BAföG“) beantragen.

## Bekannte Sportfachwirte
- Frank Baumann
- Max Eberl
- Michael Köllner
- Steffen Menze
- Alexander Rosen
- Holger Stanislawski
- Christoph Melischko